# Sambaqui (Florianópolis)
Sambaqui é um bairro e uma praia de Florianópolis, no distrito de Santo Antônio de Lisboa. Dista cerca de 17 km do centro de Florianópolis, e sua praia tem 1,10 km de extensão. O nome provém da existência de amontoados de conchas espalhadas pelas areias da praia, as quais às vezes revelam animais fossilizados, bem como resquícios de antigas comunidades indígenas da região. População 1345 habitantes, censo 2.000.
Localizada na região oeste de Florianópolis, Sambaqui, juntamente com o bairro vizinho de Santo Antônio de Lisboa, foi o lugar escolhido pelos primeiros imigrantes açorianos, em meados do século XVIII, para fixar residência na Ilha. Mar tranquilo com um cenário deslumbrante e um pôr do sol inesquecível. Possui uma vista panorâmica da Baía Norte e do Continente. A pesca ainda é tradicional, incluindo o cultivo de ostras. Para quem busca tranqüilidade e uma paisagem encantadora, há muitos bares a beira mar e vários restaurantes.
A comunidade de Sambaqui luta pela preservação dos seus costumes e tradições através de danças religiosas e incentivos aos grupos de danças folclóricas, como o Boi de Mamão.
Como chegar: Sair do Centro rumo ao Norte da Ilha. Antes da cabine de pedágio desativada, seguir sentido à Santo Antônio de Lisboa e então à Praia de Sambaqui.